# Cineri gloria sero venit
La locuzione latina Cineri gloria sero venit, tradotta letteralmente, significa: "La gloria giunge tardi alle ceneri" (Marco Valerio Marziale, Epigrammi).
Contrastante con il celebre verso di Orazio, Dulce et decorum est pro patria mori, la frase di Marziale mette in risalto il fatto che la gloria sarà anche gradevole ma solo per i vivi, dato che le ceneri dei morti non ne possono godere. La frase è una chiara esemplificazione della visione di Marziale  circa l'inutilità della gloria postuma.